# Зоран Љ. Петровић
Зоран Љ. Петровић (Београд, 20. децембар 1954) српски је инжењер електротехнике и физичар, до децембра 2019 научни саветник Института за физику, а потом редовни професор на катедри за електротехнику Ulster University. Током каријере био је у свим звањима на Електротехничком факултету у Београду и Физичком факултету Универзитета у Београд на последипломској настави. Редовни је члан Српске академије наука и уметности (САНУ).  Био је секретар одељења техничких наука и члан председништва од 2013 до 2021.

## Биографија
Дипломирао је 1978. год. на Електротехничком факултету Универзитета у Београду, Одсек техничка физика где је и магистрирао 1980. Докторску дисертацију је одбранио на Аустралијском националном универзитету у Канбери (Australian National University, Canberra) у периоду 1982-1985.
Запослен је у Институту за физику од 1978. године, научни сарадник је од 1987, виши научни сарадник од 1991. и научни саветник од 1995. Био је директор је Центра за експерименталну физику Института за физику од 1993 до 2010. Оснивач је и руководилац центра изврсности COE Center for non-equilibrium processes. Такође је био саветник (руководилац инжењеринга) у МТТ Инфиз од оснивања 1991. до 2001.
На Електротехничком факултету у Београду је 1991. године изабран за доцента, 1996. за ванредног, а 2007. године за редовног професора. 
Исте године је изабран за редовног професора и на Физичком факултету. Био је гостујући професор на одсеку за електронику Кеио Универзитета у Јокохами и још неколико универзитета. Данас је редовни професор на катедри за електротехнику Ulster University.

## Студијски боравци у иностранству
- Колорадо универзитет и Национални Институт за стандарде и технологије у Болдеру (САД)
- Одсек за електронику Кеио Универзитета у Јокохами (Јапан)
- Одсек за електротехнику Државног Универзитета у Сан Дијегу (САД),
- Технички универзитет у Гдањску (Пољска)
- Институту за физичку спектроскопију Универзитета Жозеф Фурије у Греноблу (Француска)
- Универзитет Алстера у Белфасту(Северна Ирска)
- Екол Политекник Париз (Француска)
- Рур универзитет у Бохуму (Немачка)

## Чланство у научним удружењима и одборима
Зоран Љ. Петровић је постао дописни члан Српске академије наука и уметности (САНУ) 2000, а редовни 2009. године. За секретара Одељења техничких наука изабран је 2013 (до 2021). Члан је Југословенске инжењерске академије од 2000, а редовни члан Инжењерске академије (АИНС) од 2004. године. Био је члан и председник савета Истраживачке станице Петница.  Био је генерални секретар и потпредседник Друштва физичара Србије. Био је председник комисије за изборе у звања и комисије за израду правилника о изборима у звања. Зоран Петровић је био председник Заједнице Института Србије. Био је члан и потпредседник Националног савета за науку Републике Србије. Од јануара 2017. члан је Матичног научног одбора за физику све до краја 2021. 

Током осам година био је члан панела за физику Европског истраживачког савета (ERC- European Research Council).

### Чланство у научним комитетима међународних конференција
- SPIG-Symposium on physics of ionised gases (у два наврата председник),
- ESCAMPIG-European sectional conference on atoms and molecules in ionized gases
- Electron Molecule scattering and Swarms
- International Workshop on Basis for Low Temperature Plasma Applications (копредседник научног комитета)
- EU-Japan workshop on plasma processing (кооснивач и више пута копредседавајући комитета)
- ICPIG (International Conference on Physics of Ionized gases)
- VEIT (Вакуумске и електронске технологије)
- YUCOMATАТ[5]

## Награде
Зоран Љ. Петровић је добио и више награда за научни рад: 
- награду за најбоље технолошко решење "Никола Тесла" 1989. год[1],
- награду Института за физику за научни рад (1995, 1998 и 2006) - три пута[1]
- награду Марко Јарић (2005) за изузетне резултате у физици.[2]
- награду Института за физику за изузетна достигнуће у науци (2011)-(fellow of American Physical Society)
- велико признање за научно дело Института за физику Универзитета у Београду[1]

## Објављени радови
Зоран Љ. Петровић је до сада објавио 1 књигу у два издања (2005 и 2015), већи број научних радова (укључујући и изводе радова): 293 у међународним часописима (претежно водећим) од чега је 20 по позиву; преко 200 предавања по позиву на међународним конференцијама од којих је преко 10 сам држао; 24 рада у часописима и монографијама националног карактера; и известан број стручних радова. Број цитата је преко 12300 у водећим међународним часописима и међународним монографијама према бази Google Scholar а Хиршов индекс је 55.

## Национални и међународни пројекти
Најзначајнији је Неравнотежни процеси у плазмама и животној средини који је центар изврсности Европске уније. Академик Петровић се у својим истраживањима бави унапређењем савремених плазма технологија. Зоран Љ. Петровић је учествовао у развоју низа технологија и производа посебно кроз МТТ ИНФИЗ у области микроталасне технике и оптоелектроника као и развоја учила за школе и универзитете. Његов рад на развоју и одржавању медицинске опреме се одвијао кроз компанију Медицина ТС.